# Tristrophis cupido
Tristrophis cupido är en fjärilsart som beskrevs av Charles Oberthür 1923. Tristrophis cupido ingår i släktet Tristrophis och familjen mätare. Inga underarter finns listade i Catalogue of Life.